# Ariano (cognome)
Ariano è un cognome di lingua italiana.

## Varianti
- Ariani
- D'Ariano

## Origine e diffusione
A livello globale la massima diffusione si registra in Italia, negli Stati Uniti e a Panama (secondo altre fonti, la diffusione in Brasile sarebbe maggiore che a Panama). Nell'ambito del territorio italiano il cognome è maggiormente diffuso nella regione Puglia. In quanto alla variante Ariani, essa in realtà nella stragrande maggioranza dei casi non ha origini italiane, poiché una frequenza di gran lunga maggiore che in Italia (Toscana innanzitutto) si registra in Indonesia e in Iran. La variante D'Ariano, più rara, è invece diffusa prevalentemente in Italia (soprattutto nel Lazio) e secondariamente negli Stati Uniti e in Canada.
L'origine etimologica potrebbe essere legata a uno sconosciuto capostipite di nome Ariano, o eventualmente Adriano (pronunciato anche Ariano, soprattutto nel dialetto veneto-ferrarese), oppure al soprannome settentrionale ariàn(o) (="empio", "sfrontato"), in quest'ultimo caso con riferimento alla dottrina dell'arianesimo, considerata un'eresia. In alternativa il cognome potrebbe derivare da un toponimo meridionale: soprattutto Ariano Irpino (già Ariano di Puglia) e Ariano sul Tusciano (ufficialmente Olevano sul Tusciano); tuttavia è anche possibile il processo inverso, ossia che tali toponimi traggano essi stessi origine da un ignoto possidente di cognome (o di nome) Ariano.

## Persone
- Gianmarco Ariano – militare italiano

### Variante Ariani
- Agostino Ariani – matematico italiano
- Giorgio Ariani – attore italiano

### Variante D'Ariano
- Giacomo Mauro D'Ariano – fisico italiano